# Брудниці
Брудниці (пол. Brudnice) — село в Польщі, у гміні Журомін Журомінського повіту Мазовецького воєводства.
Населення — 257 осіб (2011).
У 1975-1998 роках село належало до Цехановського воєводства.

## Демографія
Демографічна структура станом на 31 березня 2011 року:
|          | Загалом | Допрацездатний вік | Працездатний вік | Постпрацездатний вік |
| -------- | ------- | ------------------ | ---------------- | -------------------- |
| Чоловіки | 132     | 26                 | 95               | 11                   |
| Жінки    | 125     | 24                 | 70               | 31                   |
| Разом    | 257     | 50                 | 165              | 42                   |